# 希腊拜占庭礼天主教会
希臘拜占庭禮天主教會（英語：Greek Byzantine Catholic Church）是天主教會的一部分，為拜占庭禮禮拜儀式傳統的一個分支，是東儀天主教會的23個成員之一。該教會是完全與普世天主教會共融的，而且它是直屬羅馬教廷。現在在希臘和土耳其設立東方禮宗座代牧區（英語：Apostolic Exarchate）。

## 歷史

### 初期發展
在1054年7月14日東西教會大分裂之後，拜占庭成為東正教會國家，君士坦丁堡的拉丁禮教堂全數關閉。天主教和東正教出現對立的情況。雖然，經過在1272年的第二次里昂大公會議和1439年的費拉拉-佛羅倫斯大公會議之後，東西方教會的溝通嘗試失敗。在奧斯曼帝國統治下，有很多東正教徒與天主教共融。
直到19世紀80年代，在色雷斯的馬爾卡拉，設立一個為拜占庭禮拜儀式的天主教信徒教堂。而在19世紀末，又在伊斯坦堡和迦克墩，另設兩個教堂。1895年之後，聖母升天會（英語：Assumptionists）開始在伊斯坦堡，當時有信徒1,000和12名神父（其中10名是聖母升天會神父）

### 20世紀至現在
其後，由於信徒不斷增加。1907年，教廷任命一名希臘禮神父，為在伊斯坦堡的希臘禮天主教會宗座代表（英文：Apostolic Delegation）。於1911年，教廷決定在伊斯坦堡成立東方禮宗座代牧，以專門牧養該地的拜占庭禮信徒。
由於在第一次世界大戰之後，希臘與奧斯曼帝國發生希土戰爭。造成大量信徒逃亡致希臘雅典和馬其頓。1932年，希臘政府限制希臘禮天主教督教區的領土。與始同時，在土耳其伊斯坦堡的信徒也自組了一個督教區。及後，在土耳其的反希臘運動急升，使大量信徒移民。在1997年，最後一名希臘禮天主教神父在伊斯坦堡去世。

## 現況
現時，希臘拜占庭禮天主教會在希臘和土耳其設立東方禮宗座代牧區，名為希臘拜占庭禮天主教希臘宗座代牧區和希臘拜占庭禮天主教君士坦丁堡宗座代牧區。教會的總部設在希臘首都雅典。該教會有2,525名信徒，11名神父 和4個堂區。它的信徒主要是希臘人、土耳其人和黎巴嫩人。它在彌撒、教會行政和其它宗教活動時，主要使用通用希臘語和現代希臘語。

## 統計

### 希臘宗座代牧區
| 年份   | 信徒   | 教區神父 | 每個神父的信徒 | 終身執事 | 修女 | 堂區 |
| ------ | ------ | -------- | -------------- | -------- | ---- | ---- |
| 1950年 | 1,710  | 14       | 122            | 0        | 20   | 3    |
| 1970年 | 3,000  | 15       | 200            | 0        | 34   | 2    |
| 1980年 | 2,500  | 14       | 178            | 0        | 22   | 2    |
| 1990年 | 2,300  | 12       | 191            | 0        | 17   | 2    |
| 1999年 | 2,300  | 8        | 287            | 2        | 10   | 3    |
| 2000年 | 2,300  | 7        | 328            | 2        | 10   | 3    |
| 2001年 | 2,300} | 7        | 328            | 1        | 10   | 3    |
| 2002年 | 2,300  | 7        | 328            | 1        | 10   | 3    |
| 2003年 | 2,300  | 8        | 287            | 2        | 10   | 3    |
| 2004年 | 2,300  | 8        | 287            | 2        | 10   | 3    |
| 2009年 | 2,500  | 11       | 227            | 1        | 15   | 3    |

### 君士坦丁堡宗座代牧區
| 年份   | 信徒  | 教區神父 | 每個神父的信徒 | 終身執事 | 修女 | 堂區 |
| ------ | ----- | -------- | -------------- | -------- | ---- | ---- |
| 1950年 | 1,000 | 3        | 333            | 0        | 1    | 1    |
| 1970年 | 134   | 1        | 134            | 0        | 1    | 1    |
| 1980年 | 134   | 1        | 70             | 0        | 0    | 1    |
| 1990年 | 50    | 0        | 0              | 0        | 0    | 1    |
| 1999年 | 40    | 0        | 0              | 0        | 0    | 1    |
| 2000年 | 45    | 0        | 0              | 0        | 0    | 1    |
| 2001年 | 45    | 0        | 0              | 0        | 0    | 1    |
| 2004年 | 40    | 0        | 0              | 0        | 0    | 1    |
| 2009年 | 25    | 0        | 0              | 0        | 0    | 1    |

## 宗座代牧列表

### 君士坦丁堡
- George Calavassy (1920年7月13日 - 1932年6月11日)
- Dionisio Leonida Varouhas (1932年月11日 - 1957年1月28日)
- Domenico Caloyera (1955年5月27日 - 1957年1月28日) 宗座署理
- Domenico Caloyera (1957年1月28日 -  1973年) 宗座署理
- 路易·皮拉特 (1999年 - 至今) 宗座署理

### 希臘
- George Calavassy (1932年6月11日 - 1957年11月7日)
- Hyakinthos Gad (1958年2月17日 - 1975年1月30日)
- Anárghyros Printesis (1975年6月28日 - 2008年4月23日)
- 德米特羅斯‧薩拉哈斯(2008年4月23日 - 2016年2月2日)
- Manuel Nin（2016年2月2日-至今）

## 外部連結
- Greek Catholic Exarchate
- Video of a Greek Byzantine Catholic liturgy
- Unofficial website of the Society of St John Chrisostom of the Holy Trinity Greek Catholic Church in Istanbul
- A Greek Catholic church in Cargèse, Corsica
- A Greek Catholic church in Rome （页面存档备份，存于）
- Article on the Greek Catholic Exarchate by Ronald Roberson on the CNEWA website.